# Mastercard
Mastercard Incorporated è una multinazionale statunitense che fornisce connessioni per pagamenti, processing delle transazioni, prodotti e servizi a consumatori, istituti finanziari, governi e aziende. Opera in 210 paesi nel mondo, collabora con più di 23.000 istituti finanziari ed è il secondo operatore mondiale nel mercato delle carte di credito e di debito.

## Storia
Fu creata originariamente dalla United California Bank (più tardi First Interstate Bank che si è poi fusa in Wells Fargo Bank), Wells Fargo, Crocker National Bank (fusasi anche lei con Wells Fargo) e Bank of California (fusasi in Union Bank of California) come un concorrente della BankAmericard emessa da Bank of America. BankAmericard è ora la carta di credito Visa, emessa da Visa, Inc. Fanno capo a MasterCard anche il marchio di carte di debito Maestro e il circuito interbancario Cirrus.
Prima di diventare una società per azioni quotata in borsa, l'azienda era posseduta da un consorzio di 25.000 istituti finanziari.

## Tasso di crescita
Mastercard dal 2009 al 2022 è cresciuta notevolmente. Per fare un esempio, un investimento di 10.000 dollari in azioni Mastercard realizzato nel 2009, nel luglio 2022 si sarebbe tradotto un valore corrispettivo di 255.000 dollari.

## Loghi

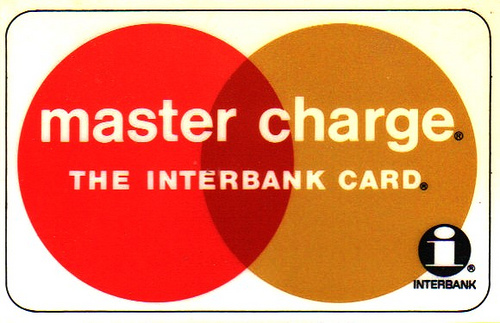
Carta Master Charge/Interbank, con il logo in uso dal 1966-1979
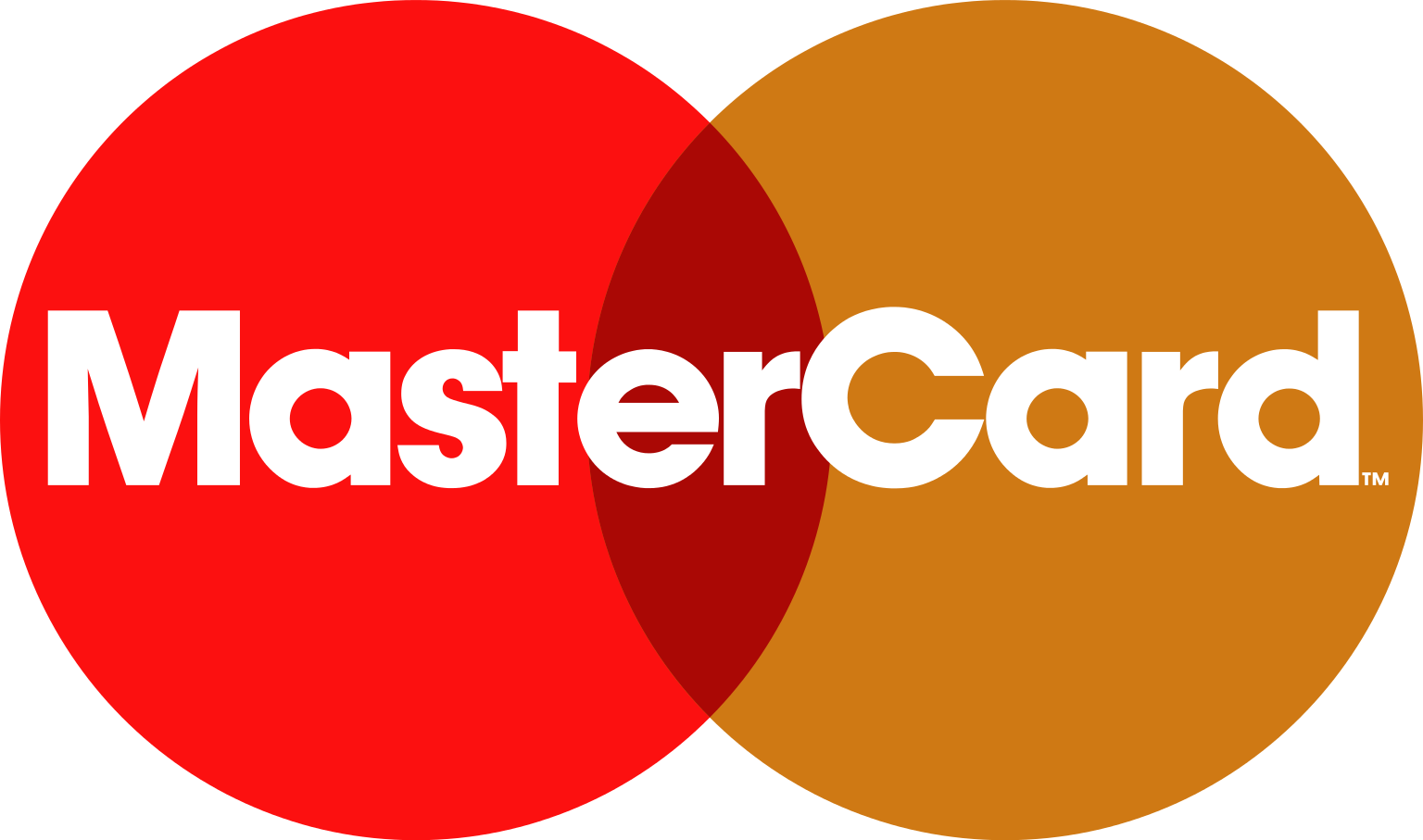
Il primo logo MasterCard utilizzato dal 16 dicembre 1979 al 1988
Il logo MasterCard utilizzato dal 16 dicembre 1988 al 1995
Logo usato dal 16 dicembre 1995 al 14 luglio 2016
Logo usato dal 14 luglio 2016
Logo usato a partire da gennaio 2019